# Indoor Football League
La Indoor Football League (IFL) è una lega professionistica di football americano indoor. La lega fu fondata nel 2008 dalla fusione dell'Intense Football League e della United Indoor Football.
È la maggiore lega nordamericana di questa disciplina sportiva, essendo quella attiva da più tempo e avendo il maggior numero di squadre partecipanti rispetto a qualsiasi altra lega di football indoor.
Il quartier generale della lega si trova a Grand Island (Nebraska).

## Storia
Nel 2008, due leghe di football indoor (la United Indoor Football League e la Intense Football League) hanno deciso di sciogliere le rispettive organizzazioni e fondersi per diventare la nuova Indoor Football League. Subito dopo, la giovane lega iniziò a ricevere richieste da squadre di altre leghe in tutta l'America. L'IFL ha gareggiato con 19 squadre nella sua stagione inaugurale 2009. Quell'anno i Billings Outlaws sconfissero il River City Rage e fu incoronato primo campione dello United Bowl.
Il campionato ha fatto molta strada da quella stagione inaugurale. Nel 2018, l'IFL ha celebrato il suo decimo anniversario di stagione e ha registrato la più alta partecipazione per partita nella storia del campionato. Con obiettivi comuni di intrattenere i fan nelle comunità IFL in tutti gli Stati Uniti e sviluppare giocatori talentuosi e meritevoli per giocare al livello successivo, l'IFL ha sviluppato un modello forte che le ha permesso di sopravvivere ai suoi concorrenti e diventare il campionato di football indoor più longevo d'America. .
Prima della stagione 2020, l'IFL ha concordato un accordo storico con la famiglia di Steve Germain che ha acquisito i diritti sulle sponsorizzazioni nazionali, sulla pubblicità, sui diritti di trasmissione, sulle licenze, sul marketing e sulle comunicazioni della lega. Questo accordo ha fornito, per la prima volta, una sponsorizzazione a livello nazionale e uno sforzo di vendita delle trasmissioni per l'IFL, creando anche nuovi flussi di entrate sia per la lega stessa sia per le squadre. 

## Squadre
| Squadra                         | Città                         | Arena                           | Fondata | Esordio | Head Coach     |  |
| ------------------------------- | ----------------------------- | ------------------------------- | ------- | ------- | -------------- |  |
| Arizona Rattlers                | Phoenix, Arizona              | Footprint Center                | 1992    | 2017    | Kevin Guy      |  |
| Bay Area Panthers               | San Jose, California          | SAP Center                      | 2019    | 2020    | Kurt Bryan     |  |
| Bismarck Bucks                  | Bismarck, Dakota del Nord     | Bismarck Event Center           | 2017    | 2019    | Rod Miller     |  |
| Duke City Gladiators            | Albuquerque, Nuovo Messico    | Tingley Coliseum                | 2015    | 2020    | Sherman Carter |  |
| Frisco Fighters                 | Frisco, Texas                 | Dr Pepper Arena                 | 2019    | 2020    | Billy Back     |  |
| Green Bay Blizzard              | Green Bay, Wisconsin          | Resch Center                    | 2003    | 2010    | Corey Roberson |  |
| Iowa Barnstormes                | Des Moines, Iowa              | Wells Fargo Arena               | 1995    | 2015    | Dave Mogensen  |  |
| Massachusetts Pirates           | Worcester, Massachusetts      | DCU Center                      | 2017    | 2021    | Rayshaun Kizer |  |
| Northern Arizona Wranglers      | Prescott Valley, Arizona      | Findlay Toyota Center           | 2020    | 2021    | Les Moss       |  |
| Quad City Steamwheelers         | Moline, Illinois              | TaxSlayer Center                | 2017    | 2019    | Cory Ross      |  |
| San Diego Strike Force          | San Diego, CA                 | Pechanga Arena                  | 2018    | 2019    | Dave Beezer    |  |
| Sioux Falls Storm               | Sioux Falls, Dakota del Sud   | Danny Sanford Premier Centre    | 2000    | 2009    | Kurtiss Riggs  |  |
| Spokane Shock                   | Spokane, Washington           | Spokane Veterans Memorial Arena | 2006    | 2020    | Cedric Walker  |  |
| Tucson Sugar Skulls             | Tucson, Arizona               | Tucson Convention Center        | 2018    | 2019    | Dixie Wooten   |  |
| Vegas Knight Hawks              | Las Vegas (Henderson), Nevada | Dollar Loan Center              | 2021    | 2022    | Mike Davis     |  |
| Espansione - Columbus Wild Dogs | Columbus, Ohio                | Nationwide Arena                | 2019    | 2023    | Bobby Olive    |  |

### Ex partecipanti
- Abilene Ruff Riders

Squadra di Abilene (Texas). 
La squadra lascia l'IFL nel 2010. Nel 2013 cessa le attività.
- Alaska Wild

Squadra di Anchorage (Alaska). 
Fondata nel 2006, ha partecipato per due stagioni nell'Intense Football League prima di entrare nell'IFL in seguito alla fusione. Gioca nella stagione 2009 e nella stagione 2010, dopo nove partite, dichiara fallimento e viene sciolta.
- Amarillo Venom

Squadra di Amarillo, (Texas).
Lascia l'IFL dopo la stagione 2011. Adesso gioca nella Champions Indoor Football.
- Arctic Predators

Squadra originariamente prevista per Wasilla, (Alaska).
Era stata annunciata come squadra partecipante dell'IFL nel 2010 ma le difficoltà tra la proprietà e l'head coach hanno creato problemi di locazione. La franchigia quindi si trasferì e divenne Kent Predators, locata a Kent (Washington). 
Un'altra squadra con il nome di Arctic Predators giocò nell'American Indoor Football Association.
- Arizona Adrenaline

Squadra di Prescott Valley, (Arizona).
Unitasi all'IFL nel 2011, cessò le attività poco prima della fine della stagione stessa.
- Austin Turfcats

Squadra di Austin, (Texas).
Entrò nell'IFL nel 2010 e dopo una sola stagione chiuse i battenti.
- Billings Outlaws

Squadra di Billings, (Montana).
Si unì all'IFL nel 2009 e fu la prima squadra a laurearsi campione della lega. Sconfisse nel primo United Bowl della lega i RiverCity Rage. Bissò nuovamente il risultato l'anno successivo nello United Bowl 2010, battendo i Sioux Falls Storm.
La squadra cessò di esistere l'anno seguente per mancanza di fondi,  anche a seguito di un violento tornado che colpì la città (danneggiando gravemente l'arena della squadra).
- Billings Wolves

Squadra di Billings, (Montana).
Si unirono all'IFL nel 2015 come team di espansione, riportando il football indoor a Billings dopo 5 anni. Nel 2017 la squadra cessa di esistere poiché il proprietario non trovò nessun compratore.

## Albo d'oro dello United Bowl
| Vittorie | Squadra               | Sconfitte | Presenze |
| -------- | --------------------- | --------- | -------- |
| 7        | Sioux Falls Storm     | 3         | 10       |
| 2        | Billings Outlaws      | 0         | 2        |
| 1        | Arizona Rattlers      | 2         | 3        |
| 1        | Iowa Barnstormers     | 0         | 1        |
| 1        | Massachusetts Pirates | 0         | 1        |
| 0        | Nebraska Danger       | 3         | 3        |
| 0        | Tri-Cities Fever      | 2         | 2        |
| 0        | Spokane Empire        | 1         | 1        |
| 0        | RiverCity Rage        | 1         | 1        |

## Le finali dello United Bowl
| United Bowl 2009 | 15 agosto 2009                                         | Billings Outlaws                                       | RiverCity Rage                                         | 71-62                                                  | Chris Dixon (Billings Outlaws, Quarterback)                                                   | MetraPark Arena                                        | 8,351                                                  |                                                        |                                                        |                                                        |  |
| United Bowl 2010 | 17 luglio 2010                                         | Billings Outlaws                                       | Sioux Falls Storm                                      | 43-34                                                  | Chris Dixon (Billings Outlaws, Quarterback)                                                   | Billings Sport Plex                                    | 2,500                                                  |                                                        |                                                        |                                                        |  |
| United Bowl 2011 | 16 luglio 2011                                         | Sioux Falls Storm                                      | Tri-Cities Fever                                       | 37-10                                                  | Chris Dixon (Sioux Falls Storm, Quarterback)                                                  | Sioux Falls Arena                                      | 4,696                                                  |                                                        |                                                        |                                                        |  |
| United Bowl 2012 | 14 luglio 2012                                         | Sioux Falls Storm                                      | Tri-Cities Fever                                       | 59-32                                                  | Jeremiah Price (Sioux Falls Storm, Defensive End)                                             | Sioux Falls Arena                                      | 4,901                                                  |                                                        |                                                        |                                                        |  |
| United Bowl 2013 | 29 giugno 2013                                         | Sioux Falls Storm                                      | Nebraska Danger                                        | 43-40                                                  | Terrance Bryant (Sioux Falls Storm, Quarterback)                                              | Sioux Falls Arena                                      | 5,202                                                  |                                                        |                                                        |                                                        |  |
| United Bowl 2014 | 28 giugno 2014                                         | Sioux Falls Storm                                      | Nebraska Danger                                        | 63-46                                                  | Chris Dixon (Sioux Falls Storm, Quarterback) / James Terry (Sioux Falls Storm, Wide Receiver) | Sioux Falls Arena                                      | 4,500                                                  |                                                        |                                                        |                                                        |  |
| United Bowl 2015 | 11 luglio 2015                                         | Sioux Falls Storm                                      | Nebraska Danger                                        | 62-27                                                  | Brandon Johnson-Farrel (Sioux Falls Storm, Wide Receiver)                                     | Denny Sanford Premier Center                           | 9,245                                                  |                                                        |                                                        |                                                        |  |
| United Bowl 2016 | 23 luglio 2016                                         | Sioux Falls Storm                                      | Spokane Empire                                         | 55-34                                                  | Lorenzo Brown (Sioux Falls Storm, Quarterback)                                                | Denny Sanford Premier Center                           | 9,000                                                  |                                                        |                                                        |                                                        |  |
| United Bowl 2017 | 8 luglio 2017                                          | Arizona Rattlers                                       | Sioux Falls Storm                                      | 50-41                                                  | Justin Shirk (Arizona Rattlers, Linebacker)                                                   | Denny Sanford Premier Center                           |                                                        |                                                        |                                                        |                                                        |  |
| United Bowl 2018 | 7 luglio 2018                                          | Iowa Barnstormers                                      | Sioux Falls Storm                                      | 42-38                                                  | Ryan Balentine (Iowa Barnstormers, Wide Receiver)                                             | Wells Fargo Arena                                      |                                                        |                                                        |                                                        |                                                        |  |
| United Bowl 2019 | 13 luglio 2019                                         | Sioux Falls Storm                                      | Arizona Rattlers                                       | 56-53                                                  | Lorenzo Brown (Sioux Falls Storm, Quarterback)                                                | Gila River Arena                                       | 14,635                                                 |                                                        |                                                        |                                                        |  |
| United Bowl 2020 | Stagione cancellata a causa della Pandemia di Covid-19 | Stagione cancellata a causa della Pandemia di Covid-19 | Stagione cancellata a causa della Pandemia di Covid-19 | Stagione cancellata a causa della Pandemia di Covid-19 | Stagione cancellata a causa della Pandemia di Covid-19                                        | Stagione cancellata a causa della Pandemia di Covid-19 | Stagione cancellata a causa della Pandemia di Covid-19 | Stagione cancellata a causa della Pandemia di Covid-19 | Stagione cancellata a causa della Pandemia di Covid-19 | Stagione cancellata a causa della Pandemia di Covid-19 |  |
| United Bowl 2021 | 12 settembre 2021                                      | Massachusetts Pirates                                  | Arizona Rattlers                                       | 37-34                                                  | Alejandro Bennifield (Massachusetts Pirates, Quarterback)                                     | Footprint Center                                       |                                                        |                                                        |                                                        |                                                        |  |